# Сягло
Ся́гло (фин. Sääkylä) — деревня в Пустомержском сельском поселении Кингисеппского района Ленинградской области.

## История
На карте Ингерманландии А. И. Бергенгейма, составленной по шведским материалам 1676 года, обозначена деревня Segla.
На шведской «Генеральной карте провинции Ингерманландии» 1704 года — также Segla.
Как деревня Сегла она упоминается на «Географическом чертеже Ижорской земли» Адриана Шонбека 1705 года.
Как деревня Сягла обозначена на карте Ингерманландии А. Ростовцева 1727 года.
На карте Санкт-Петербургской губернии Ф. Ф. Шуберта 1834 года упоминается как деревня Сяглы.

УСТЬЕ — сельцо принадлежит тайному советнику Блоку, число жителей по ревизии: 38 м. п., 35 ж. п. (1838 год)

В пояснительном тексте к этнографической карте Санкт-Петербургской губернии П. И. Кёппена 1849 года она записана как деревня Sägla (Sääkyla) (Сягля) и указано количество населяющих её савакотов на 1848 год: — 4 м. п., 6 ж. п., всего 10 человек, остальные русские.
Упоминается на карте профессора С. С. Куторги 1852 года как деревня Сяглы.

УСТЬЕ — сельцо дочери штабс-капитана Блока, 10 вёрст почтовой, а остальное по просёлочной дороге, число дворов — 11, число душ — 28 м. п. (1856 год)

СЯГЛО — деревня, число жителей по X-ой ревизии 1857 года: 32 м. п., 31 ж. п., всего 63 чел.

СЯГЛЫ (СЕЛЬЦО УСТЬЕ) — деревня владельческая при реке Сяголке, по правую сторону реки Луги, число дворов — 11, число жителей: 37 м. п., 33 ж. п. (1862 год)

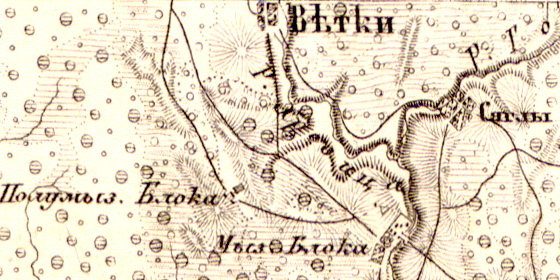
Деревня Сягло на карте 1863 года

Согласно карте из «Исторического атласа Санкт-Петербургской Губернии» 1863 года деревня называлась Сяглы.
В 1875 году временнообязанные крестьяне деревни выкупили свои земельные наделы у Н. И. Татыковой и стали собственниками земли.

СЯГЛО — деревня, по земской переписи 1882 года: семей — 15, в них 46 м. п., 41 ж. п., всего 87 чел.

СЯГЛО — деревня, число хозяйств по земской переписи 1899 года — 13, число жителей: 26 м. п., 43 ж. п., всего 69 чел.;
 разряд крестьян: бывшие владельческие; народность: русская

В конце XIX — начале XX века деревня административно относилась к Ястребинской волости 1-го стана Ямбургского уезда Санкт-Петербургской губернии. По приходским данным население деревни исключительно финским.
С 1917 по 1924 год деревня Сягла входила в состав Ветоцкого сельсовета Ястребинской волости Кингисеппского уезда.
С 1924 года в составе Среднесельского сельсовета.
Согласно данным переписи населения СССР 1926 года в деревне Сягла проживали 95 человек — большинство русские, а также эстонцы.
С февраля 1927 года в составе Кингисеппской волости. С августа 1927 года в составе Кингисеппского района.
По данным 1933 года деревня называлась Сягло и входила в состав Среднесельского сельсовета Кингисеппского района.
В 1939 году население деревни составляло 175 человек.

Деревня Ивановское на карте 1940 года

Согласно топографической карте РККА 1940 года деревня называлась Сяглы и насчитывала 28 дворов. Согласно областным административным данным в 1940 году деревня была присоединена к посёлку Ивановское.
По данным 1966, 1973 и 1990 годов деревня Сягло находилась в составе Пустомержского сельсовета Кингисеппского района.
В 1997 году в деревне Сягло проживали 3 человека, в 2002 году — 5 человек (все русские), в 2007 году — 6.

## География
Деревня расположена в юго-восточной части района к востоку от автодороги 41К-188 (Гостицы — Большая Пустомержа).
Расстояние до административного центра поселения — 15 км.
Расстояние до ближайшей железнодорожной станции Веймарн — 16 км.
Через деревню протекает река Городенка.

## Демография
| 1862 | 2007 | 2010 | 2017 |
| ---- | ---- | ---- | ---- |
| 70   | ↘6   | ↗12  | ↗14  |

### Национальный состав
Согласно данным Всероссийской переписи населения 2021 года в деревне проживали 20 человек, все русские.

## Улицы
Лесная, Сосновый переулок.